# Bruno Ecuele Manga
Bruno Ecuele Manga (Libreville, 16 de julho de 1988) é um futebolista gabonês que atua como defensor.

## Carreira

### Clubes
Começou sua carreira no FC 105 Libreville, de sua cidade natal, em 2006. No ano seguinte se mudaria para a França, sendo contratado pelo Bordeaux, onde jogou pelo time reserva.
Subiu ao elenco principal em 2007, mas não disputou nenhuma partida. Emprestado ao Rodez em 2008, Ecuele Manga seria dispensado do Bordeaux no mesmo ano, seguindo para o Angers SCO, onde jogou por duas temporadas antes de assinar contrato com o Lorient, ocupando a vaga antes pertencente a Laurent Koscielny, negociado ao Arsenal.
No dia 1 de setembro de 2014, Ecuele Manga assinou um contrato de 3 anos com o Cardiff City.

## Seleção
Ecuele Manga estreou na Seleção Gabonense de Futebol em 2007, e desde então participou de trinta e seis partidas e marcando quatro gols. Esteve presente na Campeonato Africano das Nações de 2010, jogando as três partidas do Gabão, que capitularia na primeira fase.